# Lisa Gelius
Lisa Gelius (Monaco di Baviera, 23 luglio 1909 – Kreuth, 14 gennaio 2006) è stata una giavellottista, ostacolista e velocista tedesca.

## Biografia
Nel 1930 vinse una medaglia d'oro, una d'argento e una di bronzo ai Giochi mondiali femminili di Praga, rispettivamente nella staffetta 4×100 metri, 60 metri piani e 100 metri piani. Quattro anni dopo fu medaglia d'oro nel lancio del giavellotto ai Giochi mondiali femminili di Londra.
Nel 1938 divenne la prima campionessa europea del lancio del giavellotto e fu medaglia d'argento negli 80 metri ostacoli ai campionati europei di atletica leggera di Vienna.

## Record nazionali
- 80 metri ostacoli: 11"6  ( Braslaŭ, 30 luglio 1938)

## Palmarès
| Anno | Manifestazione            | Sede   | Evento                 | Risultato | Prestazione | Note |
| ---- | ------------------------- | ------ | ---------------------- | --------- | ----------- | ---- |
| 1930 | Giochi mondiali femminili | Praga  | 60 metri piani         | Argento   | 7"8         |      |
| 1930 | Giochi mondiali femminili | Praga  | 100 metri piani        | Bronzo    | 12"6        |      |
| 1930 | Giochi mondiali femminili | Praga  | Staffetta 4×100 metri  | Oro       | 49"9        |      |
| 1934 | Giochi mondiali femminili | Londra | Lancio del giavellotto | Oro       | 42,435 m    |      |
| 1938 | Europei                   | Vienna | 80 metri ostacoli      | Argento   | 11"7        |      |
| 1938 | Europei                   | Vienna | Lancio del giavellotto | Oro       | 45,58 m     |      |